# Teg
Denna artikel behandlar orten. För begreppet inom jordbruket, se Teg (jordbruk) och för Final Exits studioalbum, se Teg (musikalbum).

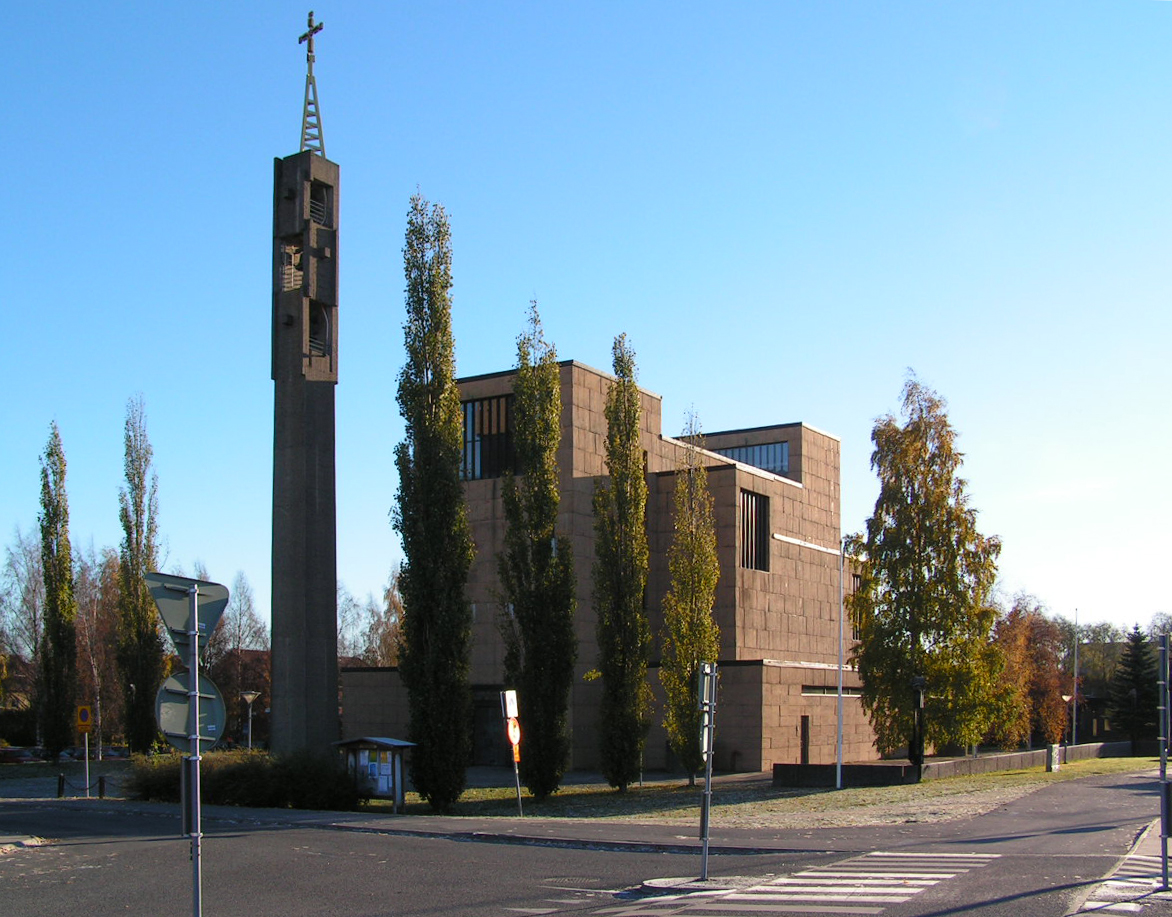
Tegs kyrka.

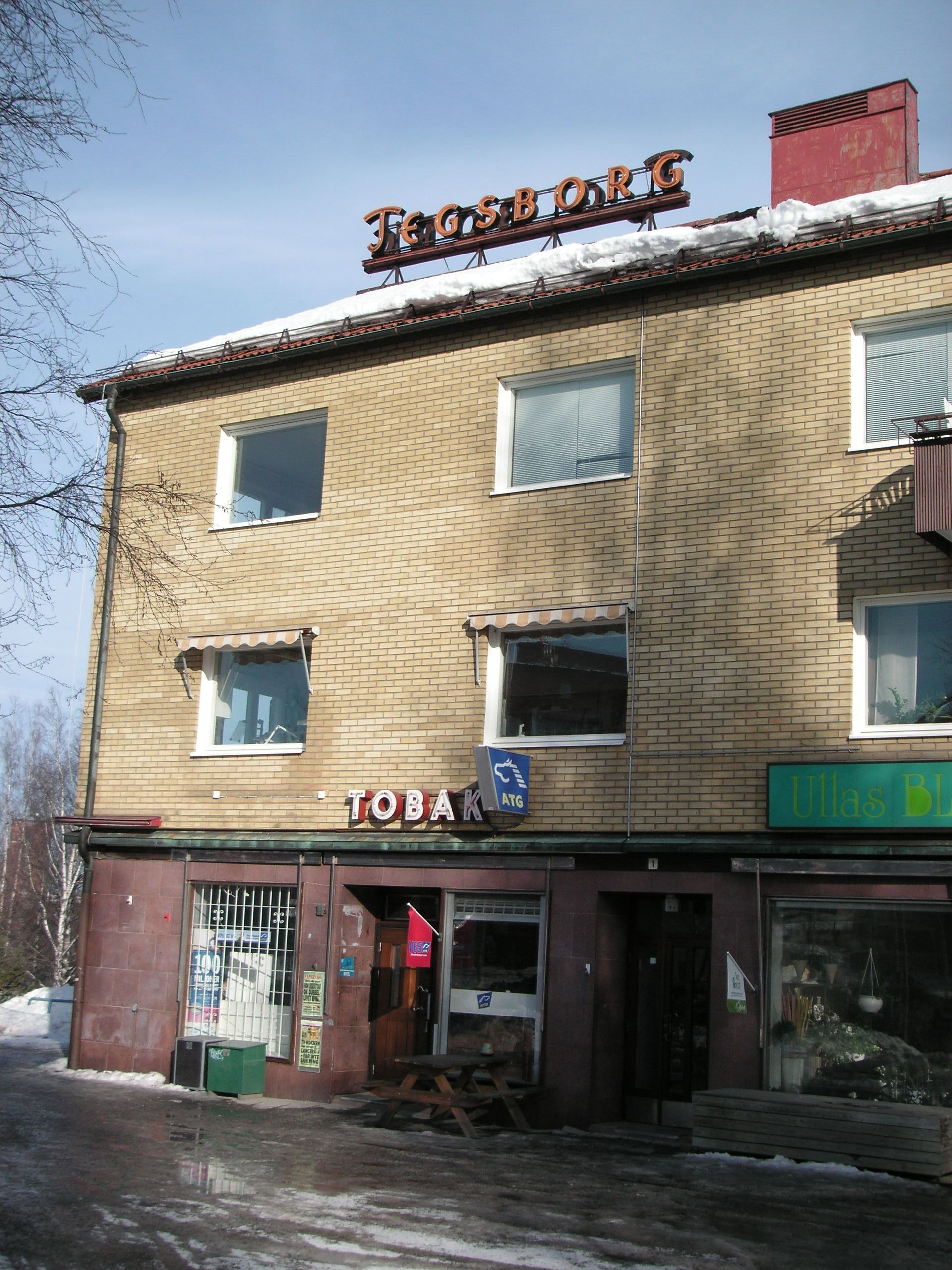
Tegsborg.

Teg är en stadsdel i Umeå med knappt 12 600 invånare (2016) Namnet på stadsdelen kommer av ordet teg som är en del av en gemensamt ägd åker. 
Teg är sprunget ur tre medeltida jordbruksbyar – Österteg, Västerteg och Böle – vid Umeälvens södra strand, mittemot vad som från 1600-talet varit Umeås centrum. Så länge känt har området tillhört Umeå socken. Teg ingick efter kommunreformen 1862 i Umeå landskommun, där 12 december 1924 Tegs municipalsamhälle inrättades för orten, vilket sedan upplöstes 31 december 1960. Landskommunen och Teg uppgick 1965 i Umeå stad, som 1971 ombildades till Umeå kommun. Orten har efter utvidgad bebyggelse växt ihop med och blivit del av Umeå tätort.

## Delområden
Teg indelas numera vanligen i Östteg och Västteg – delat ungefär vid länsväg 503 (som fram till 2012 var E4:ans genomfartsled genom Umeå) – samt Böleäng, ett villaområde som vuxit fram i närheten av Volvo Lastvagnar och den ursprungliga byn Böle. Från Östteg finns bro till Ön. Längst i öster, i ett område som ibland kallas Alvik, ligger Umeå flygplats och Kolbäcksbron, som ingår i ringleden runt Umeå och sedan 2012 är en del av E4:ans sträckning genom Umeå.
Teg förbinds med Umeå centrum norr om älven via fyra broar: Gamla bron (invigd 1863), Tegsbron (invigd 1949), Kyrkbron (invigd 1975) samt Lundabron (invigd 2019)

## Historia

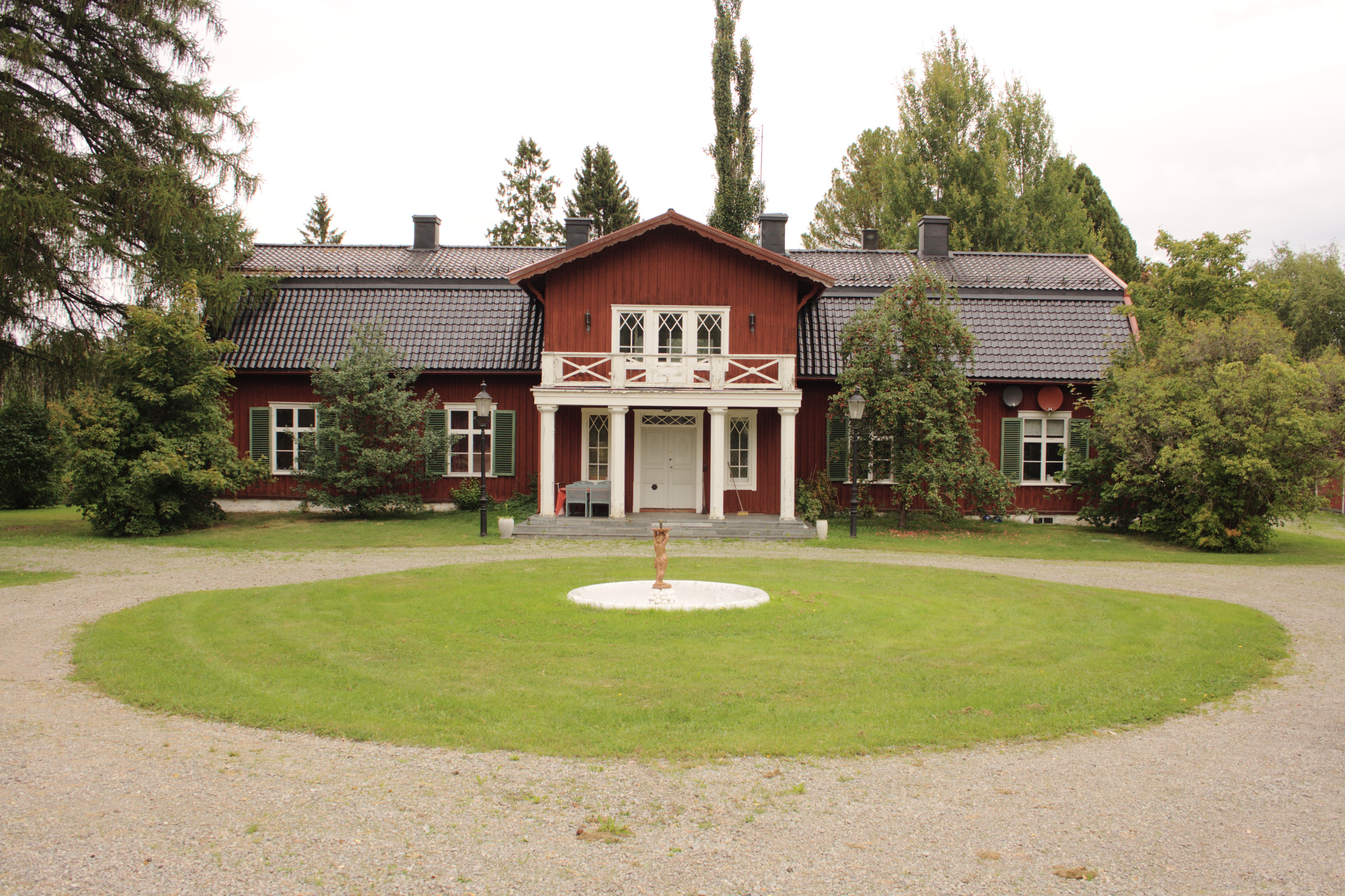
Böle överstelöjtnantsboställe.

Innan Umeå blev stad 1622 gick kustlandsvägen från Röbäck norrut till färjeläget vid hamnplatsen vid Backens kyrka. Efter stadens grundande drogs vägen istället över Röbäcksslätten söder om Böle by och fram till ett nytt färjeställe på Teg, vid nuvarande Färjställsgatans mynning vid älvstranden. 1600-talets tegsbyar var utsträckta, med en tät bykärna i söder och en gles gårdsrad vid älven. Ända fram till sekelskiftet 1900 var Böle och tegsbyarna fortfarande klart åtskilda från varandra – inte minst för att det östra hemmanet i Böle by fungerade som militärboställe, vilket förhindrade en utveckling österut mot Teg.
Närheten till staden har länge präglat de stadsnära byarna. Stadens invånare fick till exempel tidigt möjlighet att köpa jordbruksmark i byarna, och många köpte även hemman och bosatte sig på dem. Till skillnad från andra kustbyar fick tegsbyarna därför tidigt ett inslag av borgare och ståndspersoner. Ett exempel är det överstelöjnantsboställe som 1696 uppfördes på Böle, sedan kung Karl XI 1694 besökt Umeå för att på plats inspektera indelningsverket. Bostaden brändes dock ned 1720, när ryska trupper plundrade umeåområdet. Den nuvarande byggnaden är den tredje på samma plats, uppförd 1760.

### Skeppsvarven på 1800-talet

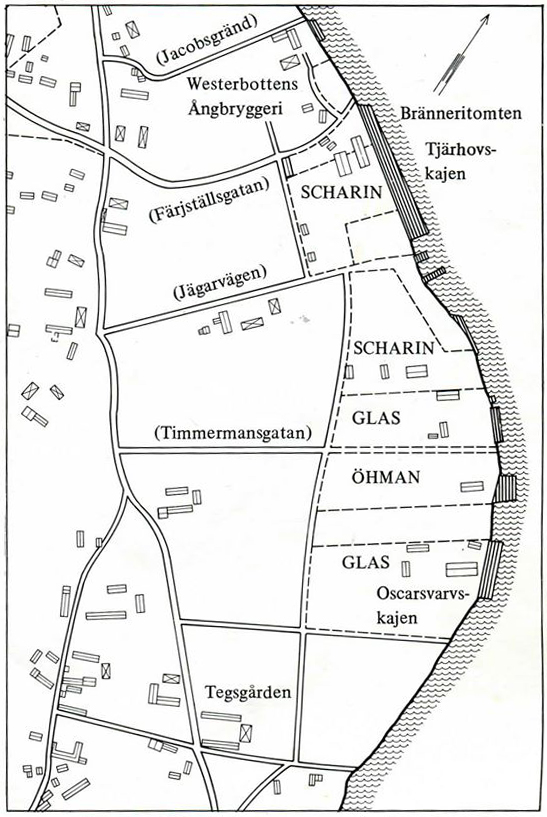
Utdrag ur laga skifteskartan 1877–78.

Vid i slutet av 1700-talet började stadsborgare etablera industriområden på tegsstranden, De skeppsvarv som först förlagts på Ön och i själva staden nedanför stadskyrkan flyttades åren 1792–1797 av brandsäkerhetsskäl till området nedströms färjstället på Teg. Efterhand kom det att finnas tre varv intill varandra: Öhmanska varvet ("Gammvarvet") i höjd med Ö-nabben, konsul Glas Oscarsvarvet, och närmast färjstället låg det Scharinska varvet, ägt av A. F. Scharin och söner.
Nära färjstället etablerades vid 1800-talets mitt ett brännvinsbränneri och på 1870-talet Westerbottens Ångbryggeri. I samband med att den första bron över älven, Gamla bron, invigdes 1863 drogs kustlandsvägen från Röbäck om från färjstället till bron, via nuvarande Bryggargatan. Till färjstället flyttades 1877 istället tjärhovet – stans upplagsplats för tjärtunnor – av brandsäkerhetsskäl från Broparken till den nya Tjärhovskajen.
Från 1800-talets mitt byggdes på Teg varje år 2–3 segelfartyg som togs i bruk av stadens handelsflotta, som perioden 1850–1875 uppgick till ett 50-tal fartyg, varav drygt 30 gick på utrikesfart. Från Umeå utskeppades järn, bräder, plank, tjära, hudar, vilt och strömming, medan importen främst bestod av spannmål och salt. Men segelfartygen hade redan börjat konkurreras ut av ångfartyg, och på Scharins varv byggdes det sista segelfartyget 1875. Rederiverksamheten var redan på nedgång när samtliga varv – liksom bränneriet och bryggeriet – eldhärjades av stadsbranden 1888. Bryggeriet återuppbyggdes dock, och fick 1891 sällskap av ett nytt bryggeri, Umeå Ångbryggeri.

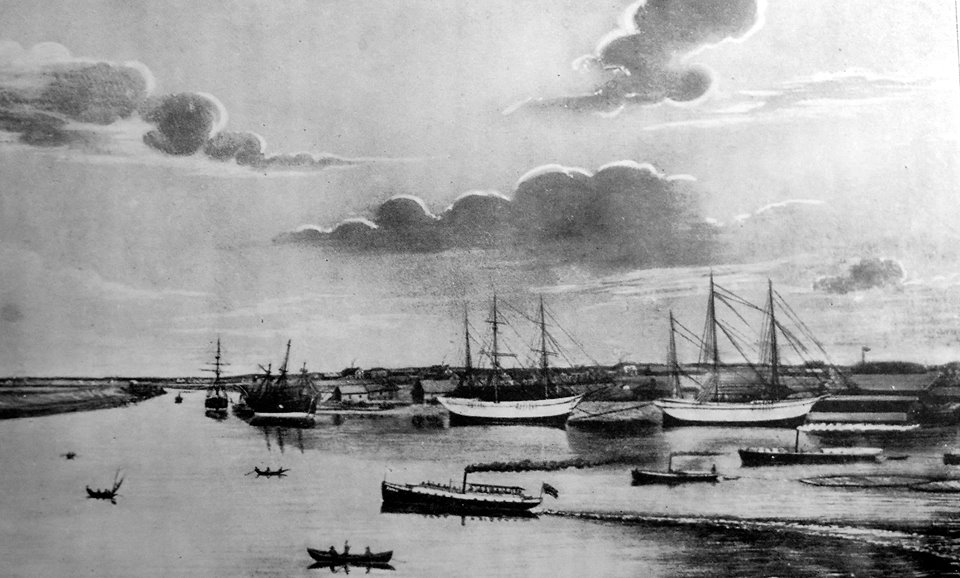
Målning av skeppsvarven på Teg, Umeå, före branden 1888.
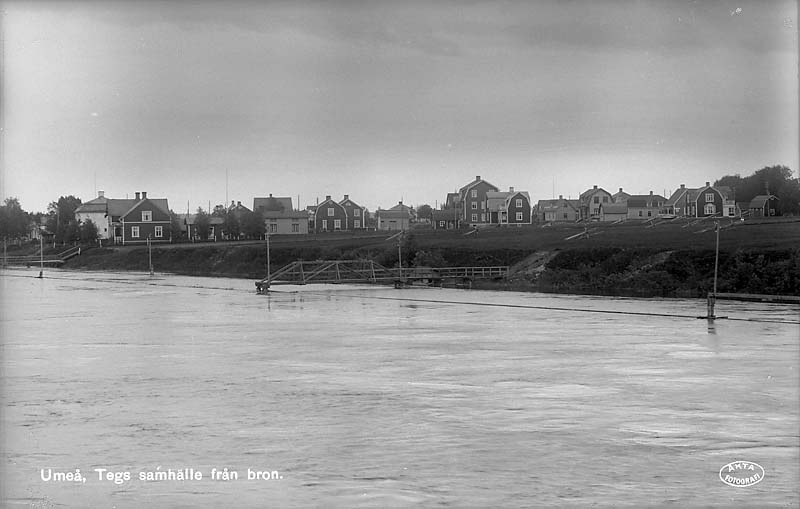
Tegs samhälle sett från gamla bron, 1930–40-tal.
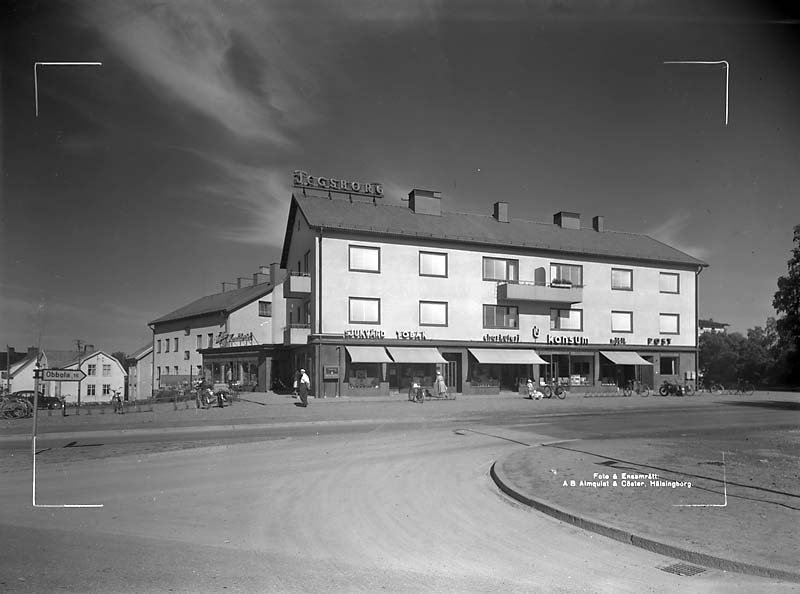
Tegsborg, 1940-tal.
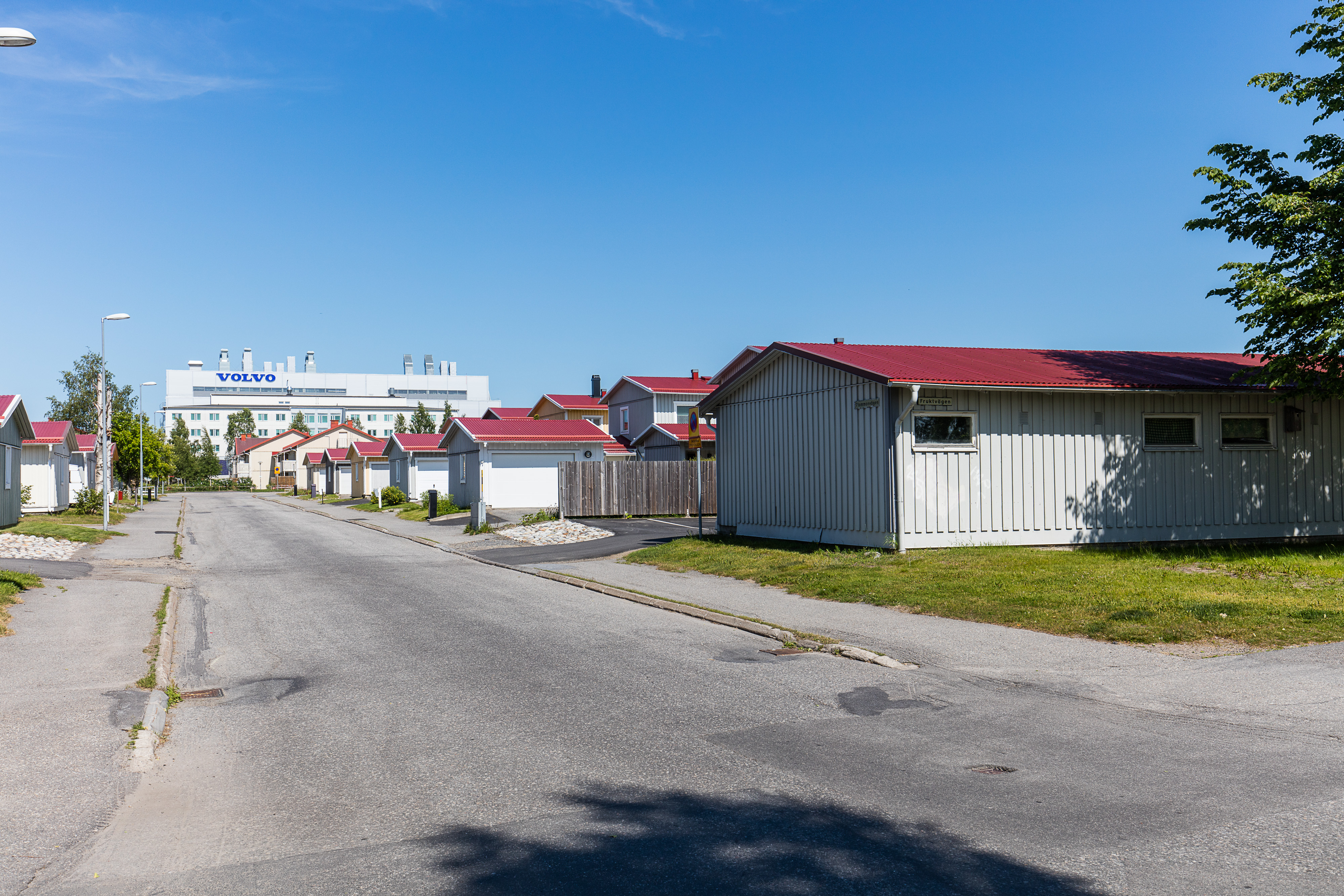
Böleäng med Volvo-fabriken i bakgrunden, 2015.

## Samhället
Vid Tegs centrum finner man bland annat Coop, apotek och Handelsbanken. Intill länsväg 503 ligger den gamla tegelbyggnaden Tegsborg, med bland annat tobakskiosk och det anrika Nybrokonditoriet.
Området vid Volvo Lastvagnars hyttfabrik i väster kallas Böleäng, varifrån man når Bölesholmarna. Någon kilometer västerut ligger Umåkers travbana. Den sydligaste delen av Teg kallas Söderslätt. 2016 invigdes där Söderslätts handelsområde, med bland annat ett Ikea-varuhus.

## Utbildning
På Teg finns två låg- och mellanstadieskolor, Östtegsskolan och Böleängsskolan samt en högstadieskola, Tegs centralskola.